# Paralimnophila maxwelliana
Paralimnophila maxwelliana là một loài ruồi trong họ Limoniidae. Chúng phân bố ở miền Australasia.